# إمارة كانو
إمارة كانو كانت دولة إسلامية في شمال نيجيريا تشكلت عام 1805 أثناء الحرب الفولانية عندما عُزلَت سلطنة كانو بقيادة الهاوسيين المسلمين واستبدلوها بإمارة جديدة أصبحت دولة تابعة لخلافة صكتو. خلال الفترة الاستعمارية البريطانية وبعدها، تقلصت سلطات الإمارة بشكل مطرد. تم الحفاظ على الإمارة ودمجها في نيجيريا الحديثة ضمن مجلس إمارة كانو.

## الأمراء

### أمراء كانو تحت تبعية صكتو
كان الأمراء تحت حكم خلافة صكتو هم:
- سليمان بن أبو همة[الإنجليزية] (حكم 1805–1819)
- إبراهيم دابو دان مامودو[الإنجليزية] (حكم 1819–1846)
- عثمان الأول دان إبراهيم دابو[الإنجليزية] (حكم 1846–1855)
- عبد الله ماج كاروفي[الإنجليزية] دان إبراهيم دابو (حكم 1855–1883)
- محمد بَيلو[الإنجليزية] دان إبراهيم دابو (حكم 1883–1892)
- محمد توكر[الإنجليزية] دان محمد بيلو (حكم 1893–1894)
- عليو بابا دان عبد الله ماجي كاروفي (حكم من 1894 إلى 1903)

## طالع أيضًا
- قائمة حكام كانو[الإنجليزية]

## قراءة إضافية
- Maclean, Ruth; Auwal, Ismail (3 Jul 2024). "Two Kings Battle for a Millennium-Old Throne in Nigeria". The New York Times (بالإنجليزية الأمريكية). Archived from the original on 2024-12-14. Retrieved 2024-07-04.